# Marcelo Costa de Andrade
Marcelo Costa de Andrade, conosciuto come Il Vampiro di Niterói (Rio de Janeiro, 2 gennaio 1967), è un serial killer brasiliano, condannato per lo stupro e l'omicidio di 14 bambini.

## Biografia
Marcelo Costa de Andrade nasce il 2 gennaio 1967 a Rio de Janeiro, in Brasile e cresce nella favela di Rocinha. Dall'età di dieci anni fu regolarmente picchiato e vittima di abusi sessuali, e iniziò a prostituirsi a quattordici anni. Fu mandato al riformatorio ma fuggì poco dopo. A 16 anni iniziò una relazione con un uomo adulto e tentò di stuprare il fratello di 10 anni a diciassette. A 23 anni ruppe la relazione. Trovò un lavoro sottopagato e iniziò a frequentare la Chiesa universale del regno di Dio.
Dall'aprile al dicembre 1991, Andrade stuprò e uccise 14 bambini tra i 6 e i 13 anni. Attirava i bambini in luoghi isolati e lì li stuprava, poi li strangolava o li picchiava a morte. Faceva poi sesso con i cadaveri e decapitò una delle vittime. Credeva che agendo così li avrebbe mandati in paradiso. Bevve anche il sangue di alcune vittime per "diventare bello come loro".
Nel dicembre 1991, Andrade incontrò un bambino di 10 anni, Altair Abreu, e il fratello di sei anni Ivan. Gli offrì 20 dollari per farsi seguire a una chiesa dove stava andando ad accendere candele. Andrade allora strangolò Ivan e disse ad Altair che lo amava e che aveva mandato Ivan in paradiso. Andrade chiese ad Altair di passare la notte con lui e Altair riuscì a fuggire il mattino seguente quando Andrade stava per portarlo con lui al lavoro.
Andrade fu arrestato il 18 dicembre 1991 e dichiarato insano di mente il 26 aprile 1993.